# حارة ردفان (أحور)
ردفان هي إحدى حارات حي مايو بمدينة أحور التابعة لمحافظة أبين، بلغ تعداد سكانها 244 نسمة حسب تعداد اليمن لعام 2004.